# کترین مارشال
کترین مارشال (انگلیسی: Catherine Marshall; ۲۹ آوریل ۱۸۸۰ – ۲۲ مارس ۱۹۶۱) فعال سافرجت زنان و فعال صلح‌طلبی اهل بریتانیا بود. او در دوران جنگ جهانی اول کارزاری علیه خدمت وظیفه عمومی تشکیل داد و پس از پایان جنگ در ژنو به حمایت از جامعه ملل فعالیت می‌کرد.